# الکساندراو، بخش ولاکتویک
الکساندراو، بخش ولاکتویک (به لاتین: Aleksandrowo, Włocławek County) یک منطقهٔ مسکونی در لهستان است که در Gmina Brześć Kujawski واقع شده‌است.